# Varga Tamás (szobrász)
Varga Tamás (Budapest, 1953. május 13. –) magyar szobrászművész, grafikus, művészetpedagógus és művészettörténész, Varga Imre szobrászművész fia.

## Élete, munkássága
Művészcsaládból származik több nemzedékre visszamenőleg, nagyapja romantikus színdarabok szerzője volt. Anyja zenepedagógus, a Kodály-féle zenepedagógia úttörője. Apja, Varga Imre szobrászművész, akinek munkái láthatók Európa közterein és gyűjteményeiben.
1967 és 1971 között a Képző- és Iparművészeti Szakközépiskola tanulója volt, majd elvégezte a Magyar Képzőművészeti Főiskolán a szobrász szakot, mestere a főiskolán Mikus Sándor, Vígh Tamás, otthon édesapja, Varga Imre. A szobrászat minden ágában tevékenykedik, készít kisplasztikákat, érmeket, domborműveket és köztéri alkotásokat, leginkább bronzból és kőből, esetenként kollázselemekkel. Művészetét a figuralitás, az ironikus-groteszk árnyalás és szürreális látásmód jellemzi. Szobrászati tevékenysége mellett grafikával is foglalkozik, rajz- és művészettörténet szakos tanári képesítést is szerzett. A művészetpedagógia területén legszívesebben kiscsoportokkal foglalkozik.

## Kiállításai (válogatás)

### Egyéni
- 1987 • Vízivárosi Galéria, Budapest.
- 1988 • Híradástechnikai Anyagok Gyára Művelődési Ház, Vác • Művelődési Ház, Romhány • Művelődési Ház, Nagyatád • Collegium Hungaricum, Bécs.
- 1991 • Bécsújhely • Karmelitenkirche • Magyar Ház, Berlin.
- 1996 • Kálmán Imre Múzeum, Siófok.

### Csoportos
- 1978 • Magyar Szobrászat, Műcsarnok, Budapest
- 1983, 1987, 1989, 1993, 1995, 1997 • IV., VI., VII., IX., X., XI. Országos Érembiennále, Lábasház, Sopron
- 1989 • Közlekedés a művészetben, Közlekedési Múzeum, Budapest
- 1994 • Kisszobor, Vigadó Galéria, Budapest
- 1995 • Helyzetkép/Magyar szobrászat, Műcsarnok, Budapest • Névjegyérem, OTP Galéria, Budapest • XIV. Országos Kisplasztikai Biennálé, Pécsi Galéria, Pécs
- 1997 • Határesetek. Az érem harmadik oldala, Budapest Galéria, Budapest
- 2001 • Szobrászaton innen és túl, Műcsarnok, Budapest.

## Köztéri alkotásai
- Pulyka-kút (kő, 1979, Mezőkövesd)

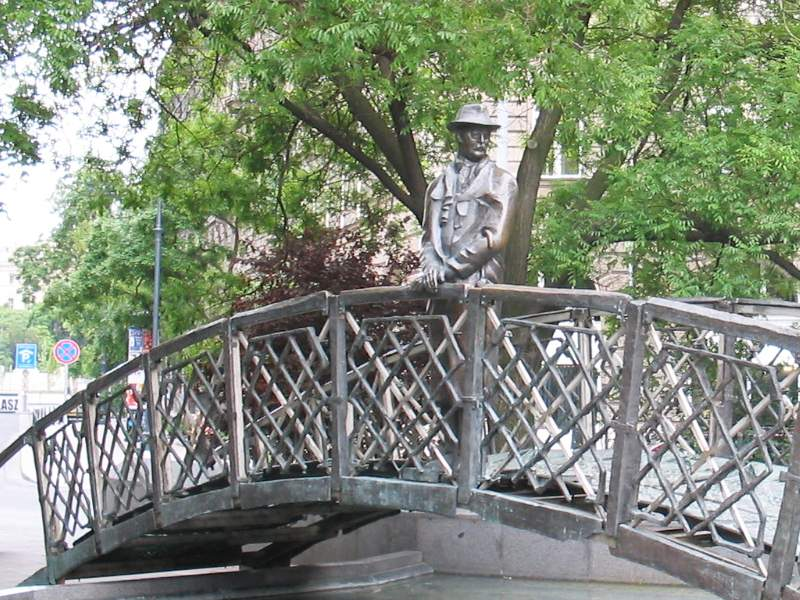
Nagy Imre-emlékmű (Budapest, Vértanúk tere 1996. június 6.)

- Sylvester János (rézlemez dombormű, 1984, Sárvár, Nádasdy-vár)
- Nap és Hold (rézlemez, 1986, Keszthely)
- Mátyás-emlék (kő, bronz, 1989, Budapest, II. ker., Budakeszi út)
- Corvinus Denkmal (kő, bronz, 1990, Bécsújhely)
- Pietà (II. világháborús emlékmű) (kő, 1991, Sásd)
- I-II. világháborús emlékmű (kő, bronz, 1991, Nagykamarás)
- I-II. világháborús emlékmű (kő, bronz, 1991, Sárfimizdó)
- Csiga-kút (kő, 1994, Páty, Kultúrház)
- Nagy Imre-emlékmű (bronz, 1996, Budapest, V. ker., Vértanúk tere – 2018 végén eltávolították)
- Karinthy Frigyes-portréemlékmű (bronz, 1998, Siófok)
- Millenniumi emlékmű (bronz, kő, 2001, Budapest, XIII. kerület).
- Türr István dombormű (bronz) Nápoly pal. Governatore 2002
- Akvárium Bad Kissingen (kő) 2008
- Tersánszky Józsi Jenő Budapest (bronz, vas) 2009
- Somlyó Zoltán Budapest, XIV. kerület, Lev Tolsztoj sétány (2011)

### Művei fotókon
- Köztérkép: Varga Tamás alkotásai
- Varga Tamás szobrai (Picasa)[halott link]